# Min Bahadur Bham
Min Bahadur Bham (Nepali मीनबहादुर भाम; * 1984 in Karkibada, Distrikt Mugu, Provinz Karnal) ist ein Filmemacher, Regisseur und Produzent aus Nepal.

## Leben
Sein Vater, von Beruf Fotograf und Journalist, besaß in seiner Heimatstadt ein Kino. Min Bahadur Bham brach die Schule in der 10. Klasse ab und lernte Schauspiel, Beleuchtung, Bühnenbild und Kostüm am Theater in Kathmandu. Er studierte nepalesische Literatur und Filmkunst mit Abschluss. Weiter schloss er ein Postgraduiertenstudium in buddhistischer Philosophie und Politikwissenschaft ab und begann eine Promotion in Anthropologie. Er ist Präsident der Independent Film Society of Nepal sowie Mentor am Oscar International College of Film Studies. Min Bahadur Bham gehört zu den Programmmachern beim Ekadeshma Film Festival in Nepal.
Im Jahr 2013 nahm er am Berlinale Talent Campus sowie der Asian Film Academy in Busan teil. Sein Kurzfilm The Flute (2012) und sein Debütfilm Kalo Pothi (2015) waren die ersten nepalesischen Filme, die bei den internationalen Filmfestspielen von Venedig gezeigt wurden. Mit Kalo Pothi, einem Film über zwei Jungen, die ins Kreuzfeuer des maoistischen Aufstands in Nepal geraten, gewann er den Fedeora-Preis in der Kategorie Bester Film (Sektion Settimana Internazionale della Critica). Dieser Film wurde 2017 von Nepal in der Kategorie als bester fremdsprachiger Film für den Oscar ausgewählt. Der Film Chiso Barsa (A Year of Cold, 2019) wurde mit dem Norwegian Sorfond Award auf den Internationalen Filmfestspielen von Cannes 2019 ausgezeichnet.
Gemeinsam mit Catherine Dussart, Suman Nidhi Sharma und Nigam Bhandari war er Produzent des Kurzfilms Jaalgedi (A Curious Girl, 2017) von Rajesh Prasad Khatri, der 2018 auf der Berlinale gezeigt wurde. Auch beim Film Kalam (2019) von Rajesh Prasad Khatri sowie Songs of Love and Hate (2024) von Saurav Ghimire war er Produzent.
Sein Film Shambhala (2024) feierte bei den Internationalen Filmfestspielen Berlin 2024 Premiere. Er wurde von Nepal als Beitrag für die Oscarverleihung 2025 als bester Internationaler Film eingereicht.

## Filmografie
- 2010: The Last Beginning (Antim)
- 2012: The Flute (Bansulli)
- 2013: Departure
- 2015: The Black Hen (Kalo Pothi)

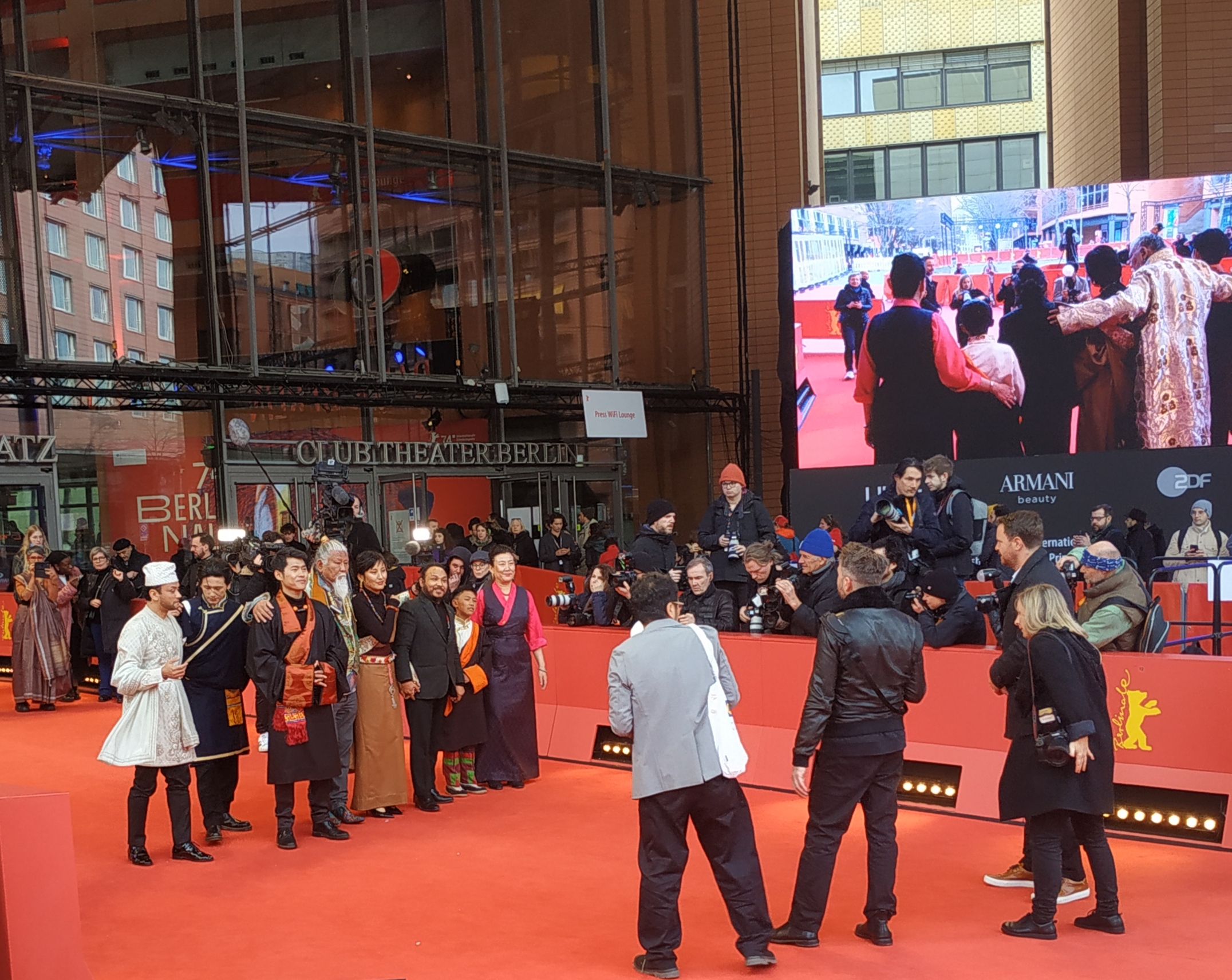
Premiere des Films Shambhala bei der Berlinale 2024

- 2019: A Year of Cold (Chiso Barsa)
- 2024: Shambhala

## Auszeichnungen (Auswahl)
Internationale Filmfestspiele Berlin
- 2024: Nominierung für den Goldenen Bären (Shambhala)

Internationale Filmfestspiele von Venedig
- 2015: Auszeichnung mit dem Fedeora Award (Kalo Pothi)

## Mitgliedschaften
- 2012: Director’s Guild of Nepal[10]
- 2016: Federation of Motion Pictures Producer in Asia Pacific[10]